# Roxana Saberi
Roxana Saberi est une journaliste américano-iranienne née en 1977 à Fargo (États-Unis).

## Accusation d'espionnage en Iran
Saberi est accusée d'espionnage pour le compte des États-Unis devant la justice iranienne. Elle est retenue du 18 mars au 11 mai 2009 à Téhéran à la suite d'une condamnation à huit ans de prison par le tribunal de Téhéran,, issu du procès du 13 avril 2009. Selon le vice-procureur de Téhéran, Hassan Hadad, Roxana Saberi « n’avait pas d’accréditation de presse et menait des activités d’espionnage sous le couvert de journalisme. »
Son cas est suivi par Amnesty International, Human Rights Watch et d'autres organismes de défense des droits de l'homme.
Selon son père Reza Saberi, Roxana Saberi a fait de faux aveux contre la promesse d'être libérée.
Roxana Saberi a été libérée de la prison d'Evin à Téhéran le 11 mai 2009 après avoir vu sa peine de prison réduite à deux ans avec sursis. Les charges retenues contre elle sont néanmoins toujours en application mais, l'Iran ne considérant pas être en guerre avec les États-Unis, il n'y avait aucune raison que Roxana Saberi fasse de la prison. Son avocat admet qu'elle a eu accès a un rapport confidentiel iranien sur les opérations militaires des États-Unis en Irak mais qu'elle ne s'en est pas servi.
Le 15 mai 2009, elle a quitté l'Iran pour Vienne en Autriche, étape intermédiaire avant de rentrer aux États-Unis.